# Mautodontha saintjohni
Mautodontha saintjohni foi uma espécie de gastrópodes da família Charopidae.
Foi endémica da Polinésia Francesa.